# Сальдібар
Сальдібар, Сальдівар (баск. Zaldibar (офіційна назва), ісп. Zaldívar) — муніципалітет в Іспанії, у складі автономної спільноти Країна Басків, у провінції Біская. Населення — 3014 осіб (2009).
Муніципалітет розташований на відстані близько 320 км на північ від Мадрида, 32 км на схід від Більбао.
На території муніципалітету розташовані такі населені пункти: (дані про населення за 2009 рік)
- Ейцага: 95 осіб
- Гасага: 54 особи
- Гоєррі: 53 особи
- Сальдібар: 2812 осіб

## Демографія
Динаміка населення (INE ):

## Відомі люди
- Хосе Менділібар Ечеберрія — футбольний тренер, народився тут.

## Галерея зображень

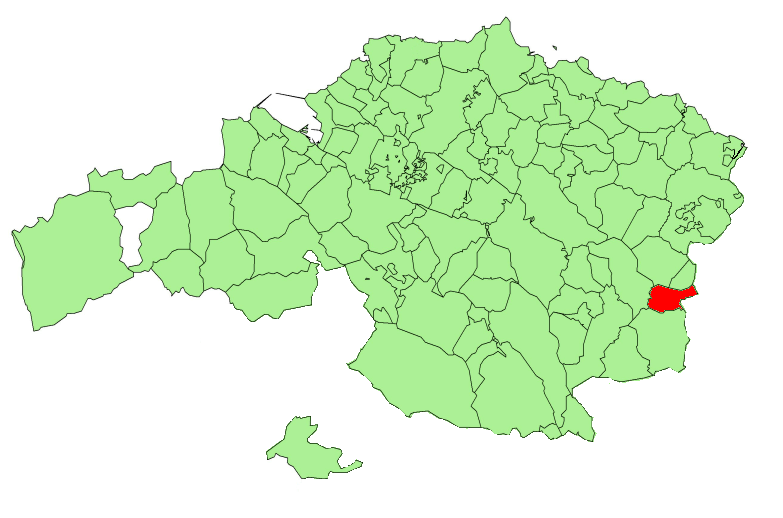
Розташування муніципалітету
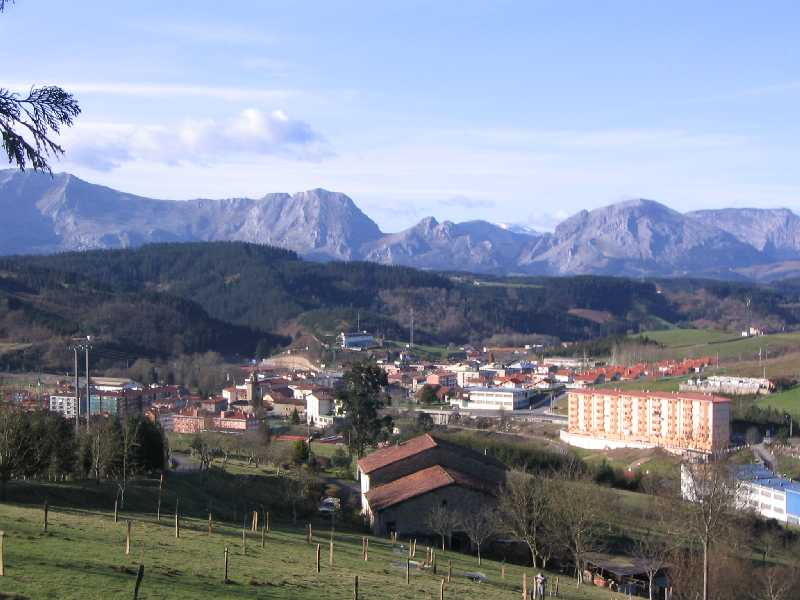
Сальдібар